# Németország első kategóriába tartozó vasútállomásai

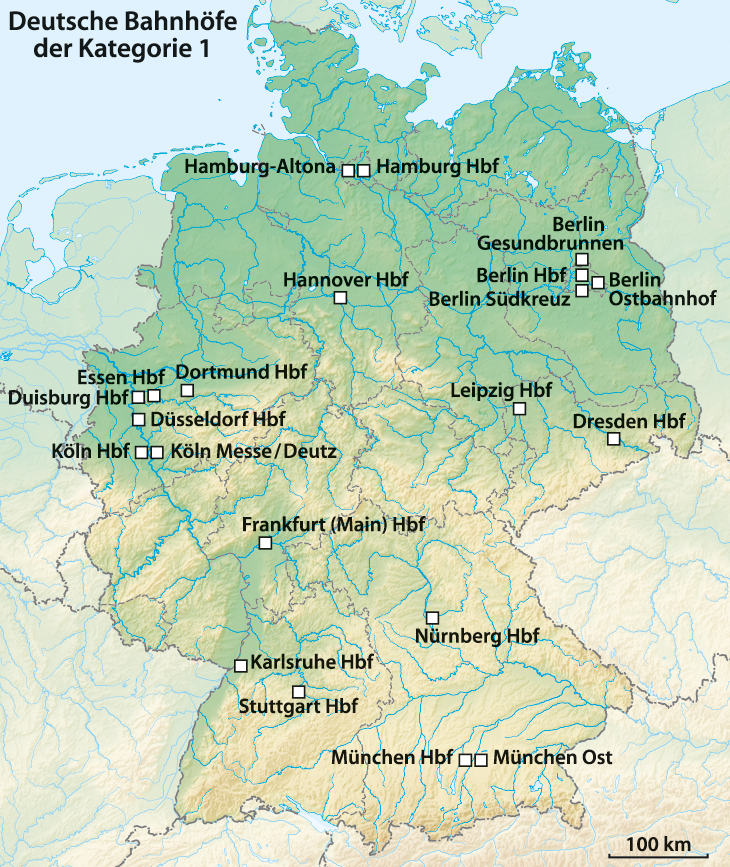
Első osztályba tartozó vasútállomások Németországban

Ez a szócikk azokat a német vasútállomásokat sorolja fel, mely a német vasútállomás kategóriák közül az elsőbe tartoznak.

## A lista
| Név                           | Vasútállomás formája                               | Megnyitás  | Járatok száma            | Vágányok száma | Utasok (Látogatókkal együtt) | Kép |
| ----------------------------- | -------------------------------------------------- | ---------- | ------------------------ | -------------- | ---------------------------- | --- |
| Berlin-Gesundbrunnen          | keresztező állomás                                 | 1872       | kb. 120 +kb. 1000 S-Bahn | 10             | 105 000                      |     |
| Berlin Hauptbahnhof           | keresztező állomás (toronyállomás)                 | 2006       | 587 +kb. 600 S-Bahn      | 14             | 300 000                      |     |
| Berlin Ostbahnhof             | átmenő állomás                                     | 1842       | 335 +891 S-Bahn          | 9              | 100 000                      |     |
| Berlin Südkreuz               | keresztező állomás (toronyállomás)                 | 2006       | 201 +1115 S-Bahn         | 10             | 89 700                       |     |
| Dortmund Hauptbahnhof         | keresztező állomás                                 | 1847       | 680 +302 S-Bahn          | 16             | 130 000                      |     |
| Dresden Hauptbahnhof          | csomópont állomás, z.T. fejállomás (szigetállomás) | 1898       | 322 +215 S-Bahn          | 16             | 60 000                       |     |
| Düsseldorf Hauptbahnhof       | keresztező állomás                                 | 1891       | 630 +500 S-Bahn          | 16             | 250 000                      |     |
| Duisburg Hauptbahnhof         | keresztező állomás                                 | 1846       | 700                      | 12             | 100 000                      |     |
| Essen Hauptbahnhof            | csomópont állomás                                  | 1862       | 321 +403 S-Bahn          | 13             | 170 000                      |     |
| Frankfurt (Main) Hauptbahnhof | fejállomás                                         | 1888       | 632 +1100 S-Bahn         | 29             | 350 000                      |     |
| Hamburg-Altona                | fejállomás                                         | 1844       |                          | 12             | 100 000                      |     |
| Hamburg Hauptbahnhof          | csomópont állomás (Reiterbahnhof, ékállomás)       | 1906       | 800 +1200 S-Bahn         | 12             | 450 000                      |     |
| Hannover Hauptbahnhof         | keresztező állomás                                 | 1843       | 418 +204 S-Bahn          | 12             | 250 000                      |     |
| Karlsruhe Hauptbahnhof        | keresztező állomás                                 | 1913 (neu) | 263 +121 S-Bahn          | 16             | 60 000                       |     |
| Köln Hauptbahnhof             | csomópont állomás                                  | 1859       | 764 +466 S-Bahn          | 11             | 280 000                      |     |
| Köln Messe/Deutz              | keresztező állomás                                 | 1844       |                          | 10             |                              |     |
| Leipzig Hauptbahnhof          | fejállomás                                         | 1915       | 821 +73 S-Bahn           | 23             | 120 000                      |     |
| München Hauptbahnhof          | fejállomás                                         | 1849       | 855 +1018 S-Bahn         | 34             | 450 000                      |     |
| München Ost                   | átmenő állomás                                     | 1871       |                          | 12             |                              |     |
| Nürnberg Hauptbahnhof         | keresztező állomás                                 | 1844       | 440 +300 S-Bahn          | 23             | 180 000                      |     |
| Stuttgart Hauptbahnhof        | fejállomás                                         | 1922       | 590                      | 17             | 240 000                      |     |